# Pedro Espinha
Pedro Espinha (ur. 25 września 1965 w Lizbonie) – portugalski piłkarz występujący na pozycji bramkarza.

## Kariera klubowa
Pedro Espinha zawodową karierę rozpoczynał w 1984 roku w CD Cova da Piedade. Następnie grał kolejno w takich zespołach jak SCU Torreense, Académica Coimbra i SG Sacavenense. W 1989 roku podpisał kontrakt z CF Os Belenenses. Początkowo pełnił tam rolę rezerwowego dla Borisława Michajłowa, a miejsce w podstawowym składzie wywalczył sobie w sezonie 1991/1992. Rozegrał wówczas 33 ligowe pojedynki, w kolejnych rozgrywkach na ligowych boiskach pojawiał się kolejno 23 i 13 razy.
W 1994 roku Espinha przeniósł się do SC Salgueiros. Tam spędził trzy sezony, w trakcie których miał zapewnione miejsce między słupkami. W ciągu nich wystąpił w 82 spotkaniach, po czym trafił do Vitórii SC. W ekipie z Guimarães portugalski bramkarz przez trzy lata gry rozegrał w lidze 97 meczów, a następnie przeszedł do FC Porto. Z drużyną „Smoków” wywalczył Puchar Portugalii oraz Superpuchar Portugalii. Na Estádio das Antas Espinha początkowo był zmiennikiem dla Siergieja Owczinnikowa, a później dla Vítora Baíi.
Latem 2002 roku Pedro przeniósł się do Vitórii Setúbal, gdzie zakończył piłkarską karierę.

## Kariera reprezentacyjna
W 2000 roku Humberto Coelho powołał Espinhę do kadry reprezentacji Portugalii na mistrzostwa Europy. Na turnieju tym Portugalczycy dotarli do półfinału, w którym przegrali po dogrywce z późniejszymi triumfatorami mistrzostw Francuzami. Podstawowym bramkarzem „Selecção das Quinas” na Euro był Vítor Baía, a Pedro pełnił rolę rezerwowego. Wystąpił jednak w wygranym 3:0 spotkaniu przeciwko Niemcom, kiedy to rozpoczął mecz w wyjściowym składzie, a w 89 minucie został zastąpiony przez Quima.